# Kodolányi János műveinek listája
E cikk tartalmazza Kodolányi János magyar nyelven megjelent saját műveit időrendben és a műveiről készült műfordításokat, de nem tartalmazza Kodolányi saját műfordításait (például Arvi Järventaus: Kereszt és varázsdob c. regénye tartozik ide).

## Saját alkotások, magyarul

### Első kiadások
(Ha egy művet jelentősen megváltoztatva adtak ki újra, az új műként, mint szintén első kiadás van listázva.)
- 1915 Hajnal (Költemények)
- 1918 Kitárt lélekkel (Versek)
- 1921 Üzenet enyéimnek (Versek)
- 1925 Börtön (Regény)
- 1925 Szép Zsuzska (Regény)
- 1926 Kántor József megdicsőülése (Regény)
- 1926 Tavaszi fagy. Egy foglalkozásnélküli ifjú Pesten. (Kisregény – Keserű ifjúkor IV.)
- 1927 A kék hegy (Regény)
- 1927 A hazugság öl (memorandum)
- 1928 Fehér fecske (Színmű)
- 1929 Akik nem tudnak szeretni (Regény)
- 1929 Futótűz (Kisregény – Keserű ifjúkor III.)
- 1929 Két lányarc (Regény)
- 1929 Szakadékok (Kisregény – Keserű ifjúkor II.)
- 1930 Vilma három szerelme (Regény)
- 1932 Küszöb (Kisregények, 7 db; a Vajda Társaság kiad.)
- 1933 Sötétség (Kisregény; Nagy Károly és tsai. kiadó, „Új írók” sor.)
- 1935 Feketevíz (Kisregény – Keserű ifjúkor I.)
- 1936 A vas fiai (Regény)
- 1937 Boldog Margit. (Regény)
- 1937 Pogány tűz (Dráma)
- 1937 Suomi, a csend országa (Útirajz)
- 1938 Julianus barát (Regény)
- 1938 Mit viszel a másvilágra? Délbaranyai történet. (Elbeszélés)
- 1939 József, az ács (Novellák)
- 1939 Ormánság (kisregények egy kötetben: Szép Zsuzska – Börtön – Kántor József megdicsőülése), Athenaeum
- 1939 Suomi titka. (Útleírás)
- 1940 Jajgatunk és kacagunk (Pogány tűz, Vidéki történet, Földindulás, Végrendelet – Drámák)
- 1940 Süllyedő világ (I.-II., Önéletrajzi regény, Athenaeum)
- 1941 Baranyai utazás (Szociológiai tanulmány)
- 1941 Esti beszélgetés (Cikkek)
- 1941 Istenek (az Emese álma „regénytrilógia” első része[1])
- 1941 Művei. I-XI kötet
- 1942 Cigánylány csókja (Kisregény)
- 1942 Holdvilág völgye (az Emese álma „regénytrilógia” 2. része)
- 1942 Rókatánc (Elbeszélések)
- 1942 Suomi (Útirajz)
- 1943 Zárt tárgyalás (Tanulmányok, Turul Kft.)
- 1944 Esti beszélgetés (Tanulmányok)
- 1944 Fekete sátor (Kisregény)
- 1948 Vízöntő (Regény)
- 1955 Éltek, ahogy tudtak (Válogatott elbeszélések)
- 1956 Végrendelet (Dráma, átdolgozott szöveg, Népszava kiadás)
- 1956 Boldog békeidők (Regény)
- 1957 Az égő csipkebokor (Regény)
- 1957 Jehuda bar Simon emlékiratai (Regény, az Én vagyok önállóan is megjelent része)
- 1958 Keserű ifjúkor (négy önéletrajzi kisregény egy kötetben: Feketevíz – Szakadékok – Futótőz – Tavaszi fagy), Magvető
- 1958 Új ég, új föld (Regény)
- 1960 Vízválasztó (Regény)
- 1961 Fellázadt gépek (Válogatott elbeszélések)
- 1962 Vidéki történet (Színmű)
- 1965 Süllyedő világ (Önéletrajzi regény; átdolgozott szöveg)
- 1968 Visszapillantó tükör (A süllyedő világ befejező része – önéletrajzi írások)
- 1968 Pogány tüzek (Az Emese álma regénysorozat fennmaradt két darabja összevonva: Istenek – Holdvilág völgye), Magvető

- 1972/1984: Én vagyok (bibliai regény, cenzúrázott kiadás [Magvető])
- 1973 Pünkösdi dáridó (elbeszélések, Magvető válogatás)
- 1977 Szív és pohár (válogatott tanulmányok)
- 1992 Ojbarsz futása (az Emese álma III. – A fejedelem c. regény fennmaradt része, töredék, a Pro Pannonia Alapítvány kiadása)
- 1993 A megölt mese (novellagyűjtemény, kötetben még kiadatlan novellákból)
- 2002 – … Kodolányi életműsorozat  (Szent István Társulat), a  fontosabb (más formában még meg nem jelent) kötetek:
  - (2002 Én vagyok; I. cenzúrázatlan kiadás
  - 2004 A néma város (válogatott novellák)

### Újrakiadások
(a teljesség igénye nélkül)
- Ormánság (Szép Zsuzska, Börtön, Kántor József megdicsőülése – Kisregények)
  - először: külön-külön az Athenaeumnál, 1925 – 1925 – 1926
  - 1926: Tavaszi fagy (Grill Károly Könyvkiadó)
  - 1939 Ormánság néven összevonva, Athenaeum
- Keserű ifjúkor. Feketevíz – Szakadékok – Futótőz – Tavaszi fagy. Regények. (Önéletrajzi jellegű kisregény-tetralógia)
  - először: külön-külön 1935 – 1929 – 1929 – 1926
  - 1958 (összevont formában, Magvető kiadás)
- Pogány tüzek (Istenek – Holdvilág völgye, regények)
  - először: 1941 (Istenek), 1942 (Holdvilág völgye), mindkettő Athenaeum
  - 1968, 1970  (I.-II.), Magvető
  - 2000 Mundus
- Boldog Margit
  - először: 1937 (Athenaeum)
  - 1964, 1982 (Magvető)
  - 2000 (Szent István Társulat, „Családi regénytár”)
- Vízözön
  - először: 1948 (Vízöntő néven, „mese” alcímmel), Szöllősy Kiadó
  - 1967, 1977 (Vízözön néven, „meseregény” alcímmel), Magvető
  - 1986, (Vízöntő néven), Madách könyvkiadó (Bratislava), Magvető (Budapest), Bratislava
  - 1999 Püski kiadó (Magyar Élet Kiadó)
- Az égő csipkebokor (bibliai regény)
  - először: 1957  (Magvető kiadás, Kodolányi-életműsorozat I.)
  - 1965, 1973, 1978 Magvető
  - 2003 – Szent István Társulat (KÉS-4)
- Szép Zsuzska (kisregény)
  - először: 1925, Athenaeum
  - 1975: Magvető
- Boldog békeidők
  - először: 1956, (Dunántúli) Magvető Könyvkiadó
  - 1976: Magvető
- Küszöb (Kisregények, 7 db)
  - először: 1932  Vajda János Társaság
  - 2001: Osiris

## Kodolányi-fordítások
Több munkáját – Az égő csipkebokor, Boldog békeidők, a Julianus barát, a Fellázadt gépek, Pünkösdi dáridó –  életében lefordították idegen nyelvre, elsősorban németre, olaszra, finnre, de spanyol, szerb és lengyel fordítások is születtek.